# حامد رهانم
حامد رهانم (ولد في 29 يناير 1981 في رومورانتين، فرنسا) هو لاعب كرة قدم فرنسي من أصول مغربية، يلعب كوسط ميدان. لعب لآخر مرة لصالح نيا سلاميس فاماغوستا في قبرص.

## وصلات خارجية
- حامد رهانم على موقع قاعدة بيانات كرة القدم.إي يو (الإنجليزية)